# La Baume-Cornillane
La Baume-Cornillane là một xã thuộc tỉnh Drôme trong vùng Auvergne-Rhône-Alpes đông nam nước Pháp. Xã La Baume-Cornillane nằm ở khu vực có độ cao trung bình 308 mét trên mực nước biển.